# Wannock River
Wannock River är ett vattendrag i Kanada.   Det ligger i Central Coast Regional District och provinsen British Columbia, i den sydvästra delen av landet, 3 800 km väster om huvudstaden Ottawa.
I omgivningarna runt Wannock River växer i huvudsak barrskog. Trakten runt Wannock River är nära nog obefolkad, med mindre än två invånare per kvadratkilometer.